# Kamennogorsk

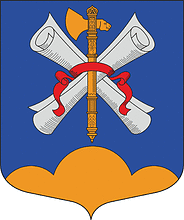
Brasão de Armas de Kamennogorsk

Kamennogorsk (russo: Каменного́рск,) conhecida antes de 1948 como Antrea (Антреа) é uma cidade na Oblast de Leningrado, Rússia. Localizada no Istmo de Carélia, à margem esquerda do rio Vuoksi, a 170 km noroeste de São Petersburgo.
População: 6.084 habitantes (2002)

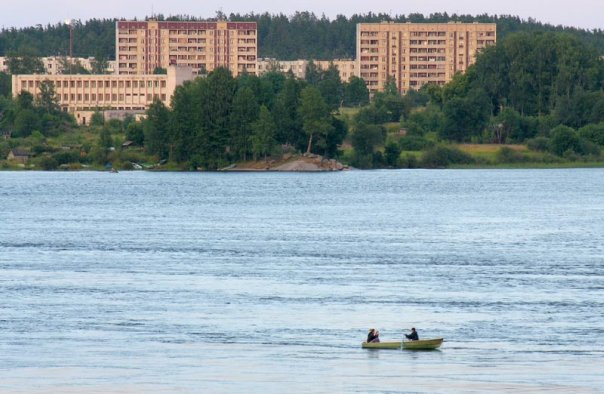
vista da cidade

Seu nome deriva de "Cidade da Montanha Rochosa"
É a comunidade mais antiga da Oblast de Leningrado